# Weltmeisterschaften im Gewichtheben 1955
Die 32. Weltmeisterschaften im Gewichtheben fanden vom 12. bis zum 16. Oktober 1955 in der deutschen Stadt München statt. An den von der International Weightlifting Federation (IWF) im Dreikampf (beidarmiges Drücken, Reißen und Stoßen) ausgetragenen Wettkämpfen nahmen 108 Gewichtheber aus 25 Nationen teil.

## Medaillengewinner
| Disziplin           | Gold                  | Silber             | Bronze                |
| ------------------- | --------------------- | ------------------ | --------------------- |
| Bantamgewicht       | Wladimir Stogow       | Charles Vinci      | Mahmoud Namdjou       |
| Federgewicht        | Rafael Tschimischkian | Iwan Udodow        | Kamal Mahmoud Mahgoub |
| Leichtgewicht       | Nikolai Kostylew      | Said Khalifa Gouda | Tun Maung Nil         |
| Mittelgewicht       | Peter George          | Fjodor Bogdanowski | Ingemar Franzén       |
| Leichtschwergewicht | Tamio Kono            | Wassili Stepanow   | James George          |
| Mittelschwergewicht | Arkadi Worobjew       | Clyde Emrich       | Mohammed Rahnavardi   |
| Superschwergewicht  | Paul Anderson         | James Bradford     | Eino Mäkinen          |

## Medaillenspiegel
Die Platzierungen im Medaillenspiegel sind nach der Anzahl der gewonnenen Goldmedaillen sortiert, gefolgt von der Anzahl der Silber- und Bronzemedaillen (lexikographische Ordnung). Weisen zwei oder mehr Nationen eine identische Medaillenbilanz auf, werden sie alphabetisch geordnet auf dem gleichen Rang geführt.
| Rang | Nation             | Gold | Silber | Bronze | Gesamt |
| ---- | ------------------ | ---- | ------ | ------ | ------ |
| 1.   | Sowjetunion        | 4    | 3      | 0      | 7      |
| 2.   | Vereinigte Staaten | 3    | 3      | 1      | 7      |
| 3.   | Ägypten            | 0    | 1      | 1      | 2      |
| 4.   | Schweden           | 0    | 0      | 2      | 2      |
| 4.   | Iran               | 0    | 0      | 2      | 2      |
| 6.   | Finnland           | 0    | 0      | 1      | 1      |